# Вишнёвка (Бурлинский район)
Вишнёвка — упразднённое село в Бурлинском районе Алтайского края. Входило в состав Новоандреевского сельсовета. Ликвидировано в 1959 г.

## История
Основано в 1910 году. В 1928 году посёлок Вишнёвка состоял из 75 хозяйств, административный центр Вишнёвского сельсовета Славгородского района Славгородского округа Сибирского края. Сельскохозяйственная артель «36-й полк». С 1950 года отделение укрупнённого колхоза имени Маленкова. С 1953 в составе Ореховского сельсовета.

## Население
В 1928 году в посёлке проживал 391 человек (194 мужчины и 191 женщина), основное населения — украинцы.